# Rhodopina manipurensis
Rhodopina manipurensis là một loài bọ cánh cứng trong họ Cerambycidae.